# Bruinkaporganist
De bruinkaporganist (Euphonia anneae) is een zangvogel uit de familie Fringillidae (vinkachtigen).

## Verspreiding en leefgebied
Deze soort telt 2 ondersoorten:
- E. a. anneae: van Costa Rica tot westelijk Panama.
- E. a. rufivertex: van westelijk Panama tot noordwestelijk Colombia.